# Wladislaw Iwanowitsch Galkin
Wladislaw Iwanowitsch Galkin (russisch Владислав Иванович Галкин; * 3. April 2002 in Krasnogorsk) ist ein russischer Fußballspieler.

## Karriere

### Verein
Galkin begann seine Karriere beim FK Dynamo Moskau. Zur Saison 2020/21 rückte er in den Kader der neu geschaffenen zweiten Mannschaft Dynamos. Für diese kam er in jener Saison zu 23 Einsätzen in der drittklassigen Perwenstwo PFL, in denen er acht Tore erzielte. Zur Saison 2021/22 rückte Galkin in den Profikader der Moskauer. Sein Debüt für die Profis gab er im September 2021 im Cup gegen Dynamo Stawropol. Im November 2021 folgte gegen Arsenal Tula schließlich auch sein erster Einsatz in der Premjer-Liga.
Dies blieb bis zur Winterpause sein einziger Einsatz für Dynamo. Im Februar 2022 wechselte Galkin leihweise nach Lettland zum FK RFS.
Am 6. Juni 2024 unterschrieb Galkin einen Vertrag beim russischen Zweitligisten Torpedo Moskau.

### Nationalmannschaft
Galkin spielte zwischen 2017 und 2018 sechsmal für russische Jugendnationalauswahlen.